# Ормелле
Ормелле (итал. Ormelle) — коммуна в Италии, располагается в провинции Тревизо области Венеция.
Население составляет 4070 человек, плотность населения составляет 226 чел./км². Занимает площадь 18 км². Почтовый индекс — 31010. Телефонный код — 0422.
Покровителем коммуны почитается святой апостол Варфоломей, празднование 24 августа.